# ジョバンニ・サルフィーノ
ホルヘ・ジョバンニ・サルフィーノ・カランドリア（Jorge Giovanni Zarfino Calandria , 1991年10月8日 - ）は、ウルグアイ・モンテビデオ県モンテビデオ出身のサッカー選手。セグンダ・ディビシオン・スポルティング・デ・ヒホン所属。ポジションはMF。

## クラブ経歴
2011年にボストン・リーベルに入団。同年セグンダ・ディビシオン・プロフェシオナルでプロデビュー。2014-15シーズンまでプレーし、2015年7月にダヌービオFCに移籍。
2017年8月4日、スペイン・セグンダ・ディビシオンB (3部リーグ)のエストレマドゥーラUDと契約。加入1年目の2017-18シーズンは37試合6得点を記録し、セグンダ・ディビシオン昇格の原動力となった。
2020年8月6日、CDテネリフェにレンタル移籍。
2021年8月31日、フリーでADアルコルコンに加入し、単年契約を交わした。
2022年7月8日、スポルティング・デ・ヒホンに2年契約で移籍した。